# Aepypodius arfakianus
Aepypodius arfakianus là một loài chim trong họ Megapodiidae.